# تنها (روان‌شناسی)
شخص تنها (به انگلیسی: Loner) کسی است که به دنبال نیافتن، پرهیز فعالانه یا شکست در حفظ روابط میان‌فردی توصیف می‌شود.
دلایل بالقوه زیادی برای این تنهایی وجود دارد. علل عمدی شامل درون‌گرایی، عرفان، معنویت، مذهب یا ملاحظات شخصی است. علل غیرعمدی شامل حساسیت بالا یا کمرویی است. چندین نوع گزارش‌شده از افراد تنها وجود دارد، و افرادی که معیارهای تنها خوانده شدن را دارند، اغلب برهمکنش‌های اجتماعی را با افراد دیگر انجام می‌دهند، در حالی که درجه متغیری از درون‌گرایی را نشان می‌دهند که آنها را به جستجوی تنهایی دوره‌ای می‌کشاند.
به عقیده برخی از جامعه‌شناسان و انجمن‌ها، اصطلاح امروزی تنها را می‌توان در چارچوب این باور به کار برد که انسان موجودی اجتماعی است و کسانی که مشارکت نمی‌کنند، کج‌رفتار هستند.
این اصطلاح اغلب با درون‌گرایی همراه است، به دلیل اینکه افراد تنها دارای ویژگی‌های شخصیتی ذاتی و تجربیات زندگی هستند. در روان‌پزشکی گاهی تنها بودن افراد با اختلال‌های روانی متفاوتی همراه است. برخی از افرادی که به عنوان افراد تنها توصیف می‌شوند، دارای نارسایی هیجانی هستند که با ناتوانی در شناسایی و توصیف احساسات مشخص می‌شود. دیگر اختلال‌ها و بیماری‌های مرتبط با این اصطلاح عبارتند از  اختلال اضطراب اجتماعی، اختلال شخصیت مرزی، اختلال شخصیت دوری‌گزین، افسردگی، اوتیسم و اختلال شخصیت اسکیزویید.
ویژگی‌های مرتبط با این اصطلاح اغلب به جانورانی مانند پلنگ نسبت داده می‌شود که رفتار آنها معمولاً با تنهایی داوطلبانه تعریف می‌شود.